# 浅見貞男
浅見 貞男 (あさみ さだお、英: Sadao Asami、1949年1月17日 -  ) は、日本の元オートバイ・ロードレーサー。1975年の全日本ロードレース選手権750ccチャンピオン。身長165cm、東京都出身。

## 経歴
19歳の時にホンダ・CBでロードレースデビュー。1974年にヤマハのモーターサイクル普及部契約ライダーとなる。全日本ロードレース選手権でのチャンピオン獲得や、1977年10月の第2回TBCビッグロードレース総合優勝などトップライダーとして活躍。
1978年よりプライベート参戦で海外レースへの挑戦を開始。アメリカAMA・デイトナ200やロードレース世界選手権 (WGP/現MotoGP)に挑戦。浅見はメーカー契約ライダーとなる以前はタクシー運転手をしながら日本でのレース参戦をしていた時期があり、特にAMAはその賞金額の大きさが魅力だったという。ヨーロッパを転戦するWGPでは、オランダのヤマハNV（ヤマハ発動機の現地法人）と、アライヘルメットヨーロッパ（同じくオランダに拠点を置いていた）からサポートを受けながらのプライベート参戦だった。この当時まだ日本ではヨーロッパで開催されるレースはほとんど報道されておらず、1977年シーズンの時点でWGP全戦に参戦する日本人レギュラーライダーは根本健と、片山敬済(韓国籍)だけであった。取材する日本のジャーナリストもフォトグラファーの木引繁雄ぐらいしか居なかった。そんな日本から遠く離れた地での挑戦だったが、浅見は1978年イタリアGP250ccクラスで10位に入りポイントを獲得したのを皮切りに、翌1979年イタリアGPでは350ccクラスで2位、ユーゴスラビアGPで3位と好結果を挙げ、シーズンランキング9位に名を残した。1980年からはWGP500ccクラスに参戦し、フィンランドGPで9位、1981年までヨーロッパでGP500への挑戦を続けた。

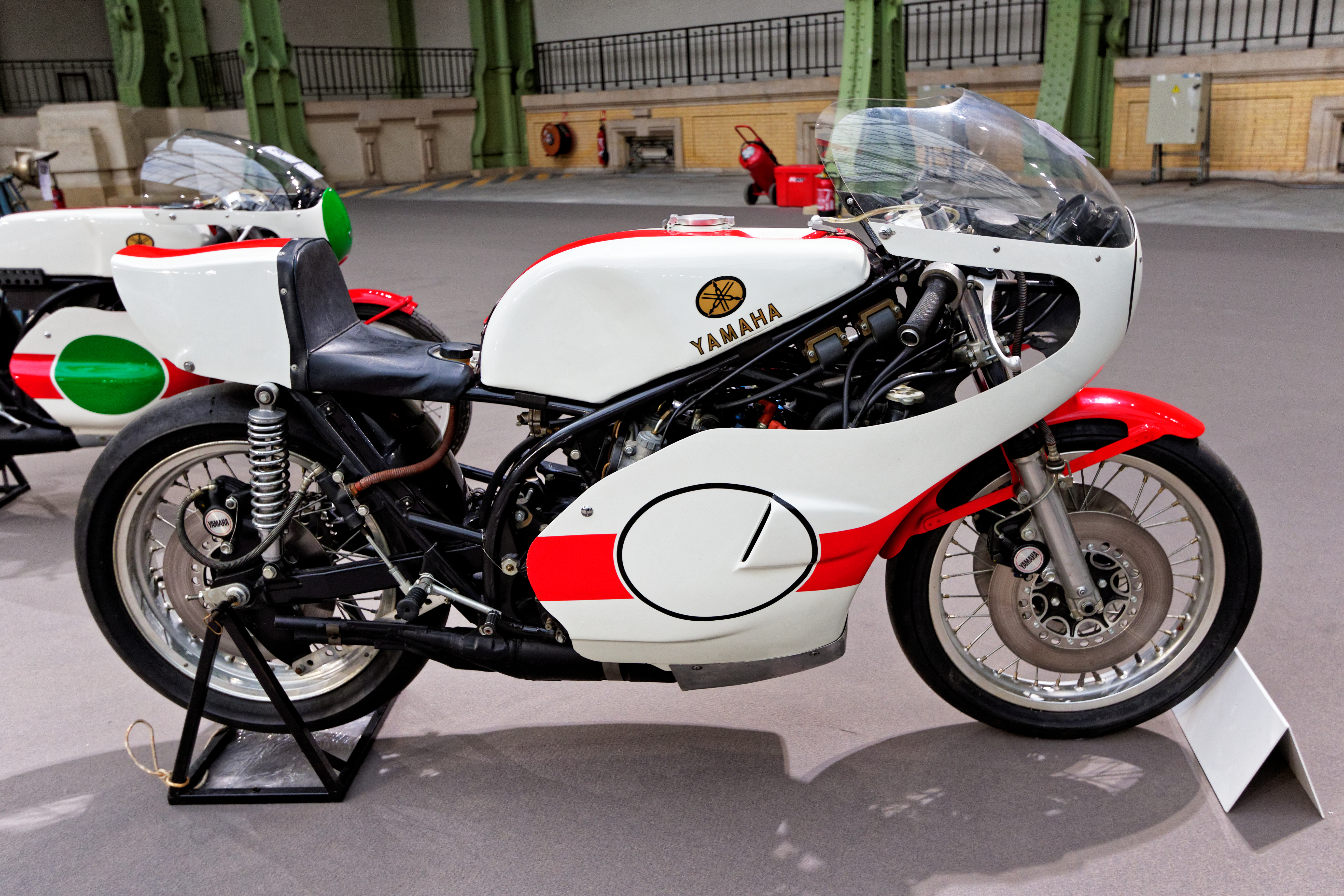
ヤマハ・TZ750

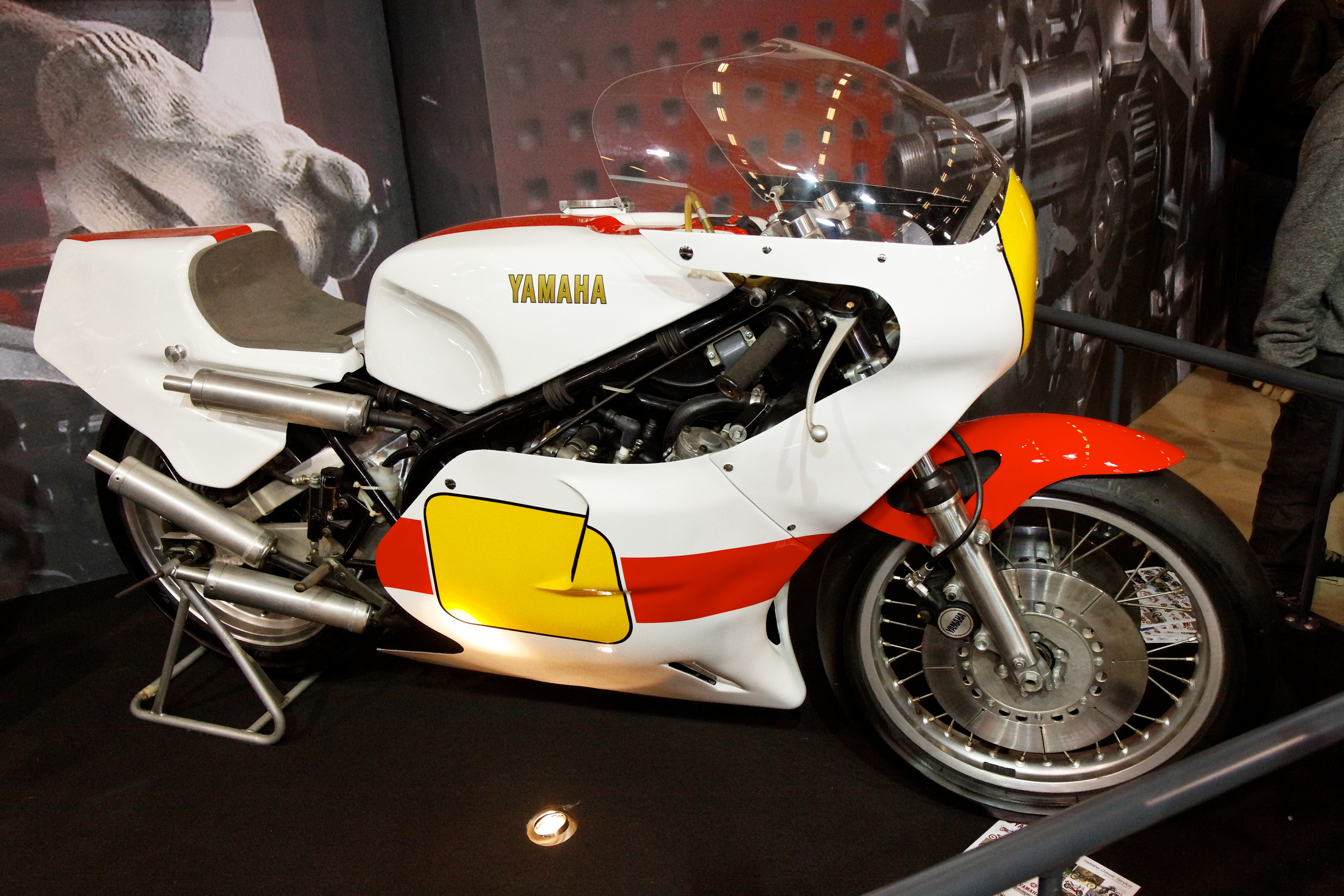
ヤマハ・TZ500

ヨーロッパで自らのトランスポーターを運転しながら転戦、本場の「コンチネンタルサーカス」を回ったのは約4年だったが、その間1978年と1979年のボルドール24時間耐久レースに、フランスのソノート・ヤマハチームの一員としてゴロワーズカラーのTZ750で参戦した。1979年大会はソノートチームのエースであったパトリック・ポンスとのコンビで2位を獲得するというトピックもあった。世界グランプリ同様、FIMが統括する世界選手権だった「F750選手権」では、1979年のランキング4位を記録。賞金稼ぎのためマカオグランプリにも出走し、1979年大会ではスズキのスティーブ・パリッシュに1分の差をつける独走で2輪部門優勝を果たしたほか、1978年・1979年・1980年とマカオグランプリ3連覇を達成した初のライダーとなった。
日本に戻り、東京都内でオーナーとして自身のセレクトしたレザースーツなどを販売するショップ「モトモンド・アサミ」を経営、レーサーとしては引退しようと考えていた所、ヤマハワークスよりマシン開発ライダーのオファーがあり、1982年よりファクトリー契約を結ぶ。ケニー・ロバーツがWGPを戦うためのヤマハ・YZR500 (0W70) や、TZ250などのレーシングマシン開発に携わり、参戦数は多くなかったが全日本選手権やTBCビッグロードレースの実戦にもスポット参戦。1983年全日本開幕戦の鈴鹿ビッグ2&4レースではポールポジションを奪った。1986年のYZR250 (0W82)の開発を最後に引退。
引退後は、埼玉県新座市で「浅見レーシング」を運営。自身の経験を元としたサスペンションセッティングを得意とするショップとして、ユーザーのバイクライフクオリティ向上に尽力した。

## レース戦績

### 全日本ロードレース選手権
- 1975年 – 750ccクラスチャンピオン

| 年     | チーム         | マシン           | 区分    | クラス | 1       | 2   | 3   | 4       | 5       | 6   | 7   | 8   | 9     | 10  | 11  | 順位 | ポイント |
| ------ | -------------- | ---------------- | ------- | ------ | ------- | --- | --- | ------- | ------- | --- | --- | --- | ----- | --- | --- | ---- | -------- |
| 1983年 | 浅見レーシング | ヤマハ・YZR500   | 国際A級 | 500cc  | SUZ 10  | TSU | SUZ | TSU Ret | SUG     | SUZ | TSU | SUG | SUZ   |     |     | 21位 | 1        |
| 1984年 | 浅見レーシング | ヤマハ・YZR500   | 国際A級 | 500cc  | SUZ DNS | TSU | SUG | SUZ     | TSU     | SUG | SUZ | TSU | SUG 5 | SUZ | TSU | 16位 | 11       |
| 1985年 | 浅見レーシング | ヤマハ・TZ250-86 | 国際A級 | 250cc  | SUZ     | TSU | SUZ | TSU     | SUG DNS | SUZ | TSU | SUG | TSU   | SUG | SUZ | NC   | 0        |

- 太字はポールポジション、斜字はファステストラップ。

### ロードレース世界選手権
1969年から1987年までのポイントシステム
| 順位     | 1  | 2  | 3  | 4 | 5 | 6 | 7 | 8 | 9 | 10 |
| ポイント | 15 | 12 | 10 | 8 | 6 | 5 | 4 | 3 | 2 | 1  |

- 凡例

| 年     | クラス | マシン         | 1       | 2       | 3       | 4      | 5       | 6       | 7       | 8       | 9      | 10      | 11     | 12      | 13      | 順位 | ポイント |
| ------ | ------ | -------------- | ------- | ------- | ------- | ------ | ------- | ------- | ------- | ------- | ------ | ------- | ------ | ------- | ------- | ---- | -------- |
| 1978年 | 250cc  | ヤマハ・TZ250  | VEN     | SPA     | -       | FRA 14 | ITA 10  | NED     | BEL     | SWE     | FIN    | GBR     | GER    | CZE     | YUG     | 28位 | 1        |
| 1978年 | 350cc  | ヤマハ         | VEN     | -       | AUT     | FRA 13 | ITA     | NED     | -       | SWE     | FIN    | GBR 15  | GER    | -       | -       | NC   | 0        |
| 1979年 | 250cc  | ヤマハ・TZ250  | VEN     | -       | GER Ret | ITA    | SPA     | YUG Ret | NED     | BEL     | SWE    | FIN 10  | GBR    | CZE Ret | FRA Ret | 37位 | 1        |
| 1979年 | 350cc  | ヤマハ・TZ     | VEN     | AUT     | GER 16  | ITA 2  | SPA 6   | YUG 3   | NED     | BEL     | SWE    | FIN 12  | GBR 12 | CZE     | FRA     | 9位  | 27       |
| 1979年 | 500cc  | ヤマハ・TZ500  | VEN     | AUT     | GER     | ITA    | SPA     | YUG     | NED     | BEL DNQ | SWE    | FIN     | GBR    | CZE     | FRA     | NC   | 0        |
| 1980年 | 250cc  | ヤマハ・TZ250  | ITA Ret | SPA 15  | FRA Ret | YUG    | NED     | BEL     | FIN     | GBR     | CZE    | GER     |        |         |         | NC   | 0        |
| 1980年 | 500cc  | ヤマハ・TZ500  | ITA Ret | SPA Ret | FRA 12  | -      | NED DNQ | BEL 15  | FIN 9   | GBR Ret | -      | GER 15  |        |         |         | 20位 | 2        |
| 1981年 | 250cc  | ヤマハ・TZ250  | ARG     | AUT     | GER Ret | ITA    | FRA     | ESP     | -       | NED     | BEL    | RSM     | GBR    | FIN     | SWE     | NC   | 0        |
| 1981年 | 500cc  | ヤマハ・YZR500 | -       | AUT Ret | GER 11  | ITA 14 | FRA Ret | -       | YUG Ret | NED 10  |        | RSM Ret | GBR NC | FIN Ret | SWE Ret | 26位 | 1        |
| 1981年 | 500cc  | スズキ・RGB    |         |         |         |        |         |         |         |         | BEL 11 |         |        |         |         | 26位 | 1        |

- 太字はポールポジション、斜字はファステストラップ。